# Zygaenosia subhyalinifascia
Zygaenosia subhyalinifascia là một loài bướm đêm thuộc phân họ Arctiinae, họ Erebidae.